# Sébastien Charléty
Sébastien Charléty, né le 18 juillet 1867 à Chambéry (Savoie) où il est mort le 8 février 1945, est un historien français.

## Biographie

### Famille et formation
Camille Sébastien Gustave Charléty nait le 18 juillet 1867 à Chambéry, d'Antoine Charléty et Euphrosine Favre. Après ses études à la Sorbonne, il est reçu à l'agrégation d'histoire et de géographie en 1890. 
Le 28 mai 1898 à Lyon, Sébastien Charléty épouse Louise Floride Gabrielle Chard.

### Parcours professionnel
Il enseigne dans les lycées de Montauban, Châteauroux, Caen et Lyon. Nommé maître de conférences en 1899, il devient le premier titulaire de la chaire d'histoire de Lyon.
Il est successivement directeur de l'Instruction publique et des Beaux-Arts à Tunis — à partir de 1908 —, directeur général de l'Instruction publique et des Beaux-Arts à Strasbourg à partir de 1919 et recteur de l'Académie de Paris de 1927 à 1937, année de son admission à la retraite. Il est alors président du conseil de perfectionnement de l'École libre des sciences politiques.
Il a présidé la Commission supérieure des Archives nationales.
Il a été élu membre de l'Académie des sciences morales et politiques en 1931.
Sébastien Charléty est à l'origine de la Cité universitaire de Paris et en tant que recteur de l'Université de Paris, œuvra pour l'obtention d'un stade situé à proximité pour le Paris université club (PUC). Le stade Sébastien-Charléty fut inauguré en 1939 et nommé ainsi en son honneur.

## Principales publications
- Histoire de l'enseignement secondaire dans le Rhône de 1789 à 1900, avec Charles Chabot, 1901
- Bibliographie critique de l'histoire de Lyon depuis 1789 jusqu'à nos jours, 1902
- Histoire de Lyon depuis les origines jusqu'à nos jours, 1903
- La Restauration (1815-1820), 1911
- Histoire de la monarchie de Juillet, 1830-1848, rééd. 2018, Perrin, présentation d'Arnaud Teyssier, 576 p.
- Enfantin, 1930
- Histoire du Saint-simonisme, 1825-1864, 1931

## Distinctions
- Officier de l'Instruction publique
- Grand officier de l'ordre du Nichan Iftikhar
- Grand-croix de la Légion d'honneur (1937)